# Дубровка (Себежский район)
Дубровка — деревня в Себежском районе Псковской области России. 
Входит в состав сельского поселения Себежское.

## География
Расположена в 18 км к северо-востоку от города Себеж.

## Население
| 2001 | 2002 | 2010 |
| ---- | ---- | ---- |
| 453  | ↘384 | ↘306 |

Численность населения деревни по оценке на начало 2001 года составляла 453 жителя.

## История
С января 1995 до июля 2010 года деревня была административным центром ныне упразднённой Дубровской волости.